# (38671) Verdaguer
(38671) Verdaguer (2000 PZ6) – planetoida z pasa głównego asteroid okrążająca Słońce w ciągu 3,82 lat w średniej odległości 2,44 j.a. Odkryta 7 sierpnia 2000 roku.